# Madison Mailey
Madison Mailey (Vancouver, 22 de octubre de 1996) es una deportista canadiense que compite en remo.
Participó en los Juegos Olímpicos de Tokio 2020, obteniendo una medalla de oro en la prueba de ocho con timonel. Ganó una medalla se plata en el Campeonato Mundial de Remo de 2018, en la misma prueba.

## Palmarés internacional
| Juegos Olímpicos   | Juegos Olímpicos   | Juegos Olímpicos | Juegos Olímpicos |
| Año                | Lugar              | Medalla          | Prueba           |
| ------------------ | ------------------ | ---------------- | ---------------- |
| 2020               | Tokio (Japón)      | Medalla de oro   | Ocho con timonel |
| Campeonato Mundial |                    |                  |                  |
| Año                | Lugar              | Medalla          | Prueba           |
| 2018               | Plovdiv (Bulgaria) | Medalla de plata | Ocho con timonel |